# Нава (Астурія)
Нава (ісп. Nava) — муніципалітет в Іспанії, у складі автономної спільноти Астурія. Населення — 5594 осіб (2009).
Муніципалітет розташований на відстані близько 360 км на північний захід від Мадрида, 26 км на схід від Ов'єдо.
Муніципалітет складається з таких паррокій: Сеседа, Куенья, Ель-Ремедіо, Нава, Пріанді, Тресалі.

## Демографія
Динаміка населення (INE ):

## Галерея зображень

Розташування муніципалітету
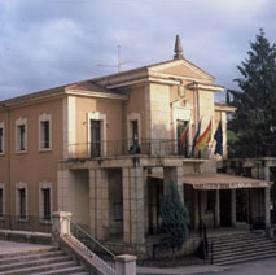
Муніципальна рада